# GW150914
GW150914是由激光干涉引力波天文台（LIGO）于2015年9月14日探测到的引力波现象，是人类首次直接探测到的引力波。相关探测结果由LIGO、處女座干涉儀（Virgo）研究团队于2016年2月11日共同宣布。这束产生于双黑洞的引力波信号与广义相对论中对双黑洞旋近、併合以及併合后的黑洞会发生衰荡（英語：ringdown）的理论预测相符。同时GW150914也是人类对双黑洞併合的首度观测，展示了双黑洞系统确实存在，且其併合在宇宙的目前阶段仍能发生。信號名稱GW150914的意義為「重力波2015年9月14日」，GW是重力波"Gravitational Wave"，150914是發現日期。
对于引力波的实验探寻已经超过了50年。其与物质间的作用十分微弱，以致爱因斯坦本人都怀疑其是否能被探测到。此次探测到的引力波所造成的时空变化相对于LIGO探测器的一个干涉臂而言，相当于头发丝的宽度之于地球与太阳外最近恒星的距离。然而在併合最后阶段，等价于约3倍太阳质量的能量在不到1秒的时间内以引力波的形式释出，瞬时功率非常巨大，大于可观测宇宙中所有星体发光功率总和。
此次探测验证了广义相对论最后一项未被证实的理论预测，同时开启了引力波天文学的新纪元。引力波就此作为一种粒子和电磁波之外的新的探针，将被用于探测过去未能探测到的天体现象，如中子星的诞生、演化以及衰亡以及宇宙诞生之初的图景。

## 探测背景

### 理论基础
引力波最早是由阿尔伯特·爱因斯坦于1916年基于广义相对论预言存在的。在广义相对论中，引力被解释为时空发生弯曲的结果，而宇宙中发生的天文现象会引起从波源向外以光速传播的时空“涟漪”，引力波。不过由于万有引力相对于电磁作用等其他基本相互作用而言非常微弱，所以从技术上来说，引力波非常难以探测。理论上，做轨道运动的系统都会向外以引力波形式释出能量，但在绝大多数情况下，这样释出的能量的探测难度远高于目前探测水平。尽管仍然十分微弱，双星系统或双黑洞的旋近以及最终的併合是一种可以尝试去探测的情形。在这些情形中，系统中的物体的速度会非常大，它们质量中将有相当的一部分将在非常短的时间转化为能量以引力波形式释出。其中可探测到的能量在目前探测能力所能及的范围之内。
同时，卡尔·史瓦西以及罗伊·克尔等人提出的黑洞的相关理论，以及自20世纪70年代发展起来的一系列有关黑洞的数值计算方法在此次探测中也发挥了重要的作用。

### LIGO的发展

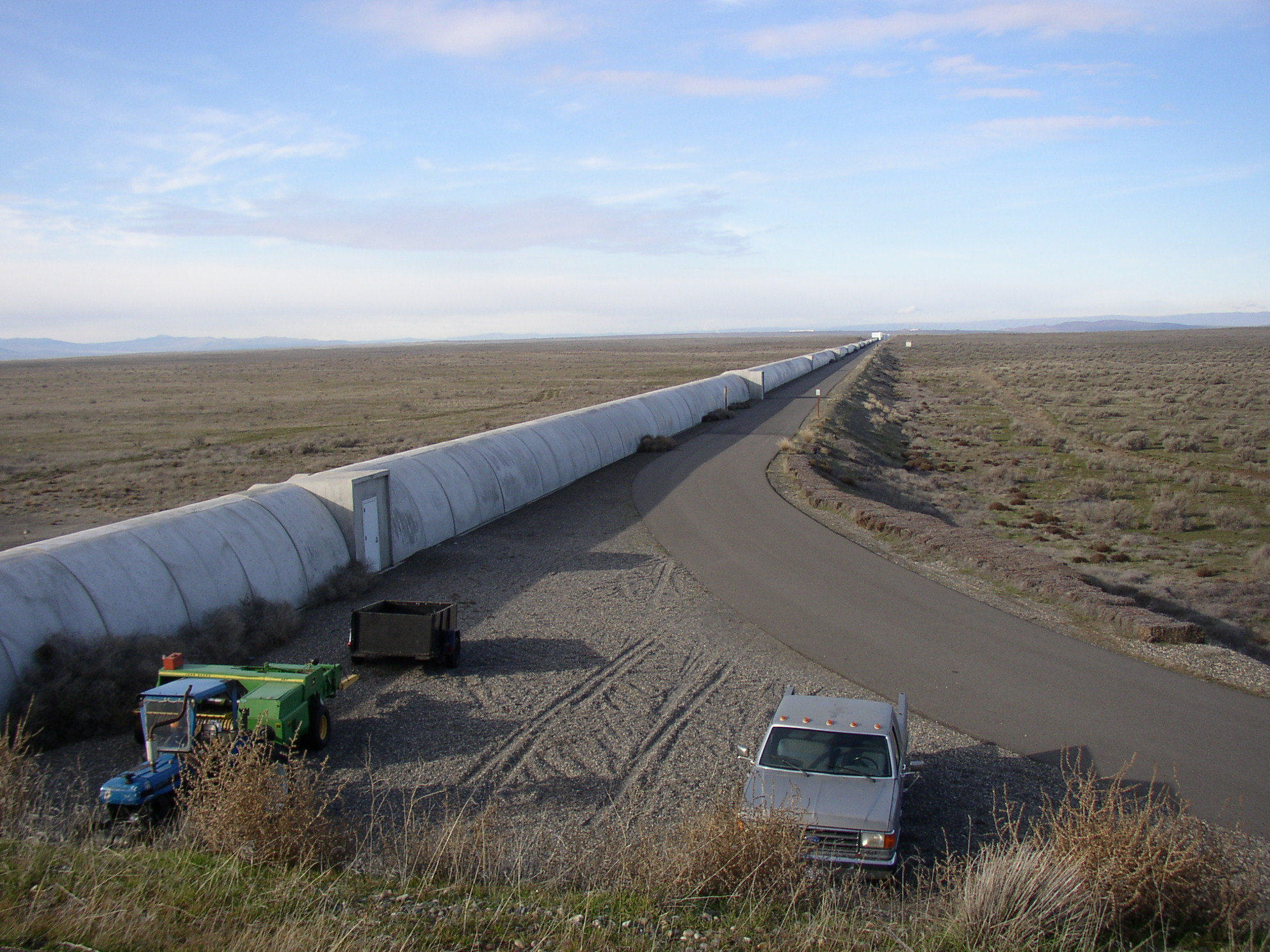
LIGO位于汉福德区的探测器的北侧干涉臂

1974年，拉塞尔·赫尔斯和约瑟夫·泰勒发现赫尔斯－泰勒脉冲双星在互相公转时逐渐靠近，从而间接证明引力波的存在。二人因此摘得1993年的诺贝尔物理学奖。这项发现以及随之涌现的一系列天体物理学新的理解，令科学家认识到对于引力波的直接探测将是研究相对论性系统以及在强引力场情形中验证广义相对论的一种方法。
探测到GW150914的激光干涉引力波天文台（LIGO）是由加州理工学院的基普·索恩及麻省理工学院的莱纳·魏斯等人于1992年发起的。截至2016年2月，全世界范围内已有1000余位科学家参与了LIGO科学合作项目。在GW150914被探测到时，LIGO运转着两架引力波探测器：一架位于路易斯安那州利文斯顿（30°33′46.42″N 90°46′27.27″W / 30.5628944°N 90.7742417°W），另一架则位于华盛顿州的漢福德區（46°27′18.52″N 119°24′27.56″W / 46.4551444°N 119.4076556°W），两地相隔3002 km。两架探测器的运行原理与迈克尔逊干涉仪相仿。它们在2002年至2010年期间没有探测到任何引力波信号。随后，该计划进行多年的修整，两架探测器也得到提升。两架探测器于2015年2月进入工程模式，并于同年9月进入第一观测阶段。
在LIGO的发展和观测过程中，一直存在着用以考察研究者辨识信号能力的“盲注入信号”。为了保障这种测验的有效性，只有四个科学家知道这种信号会在何时注入。相关信息在这些信号经过彻底分析后才会告知给研究者。然而，在2015年9月进行的探测中，并没有进行这种测验。

## GW150914的探测

### 探测过程

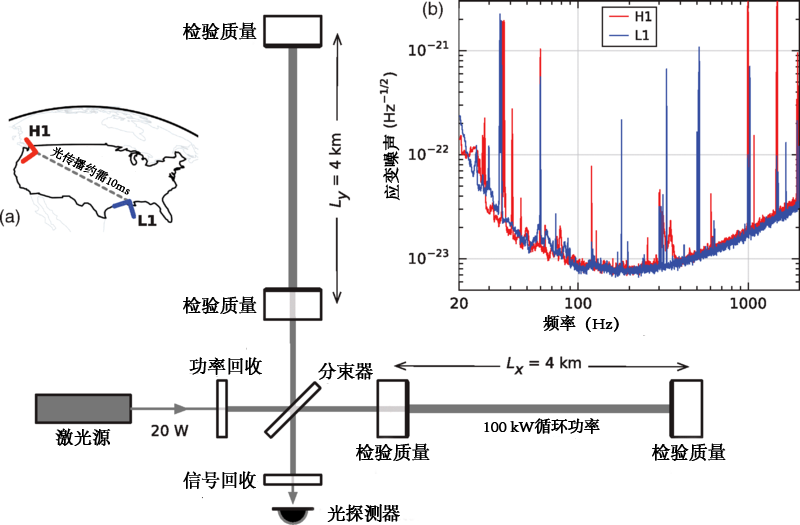
LIGO位于汉福德区（H1）及利文斯顿（L1）的两架探测器情况简图：左上为探测器大致位置及朝向，中间为探测器结构简图，右上为探测器应变噪声情况。

以其被探测到的日期命名的引力波现象GW150914由LIGO位于汉福德区及利文斯顿的两架探测器于2015年9月14日的09:50:45（UTC）探测到。该信号来自南半天球。引力波源的大致方向与麦哲伦云相同，但距离要远得多。该信号持续了超过0.2秒，频率在八个周期内由35Hz增至250 Hz。这个信号被研究人员描述为鸟的“啁啾”。在数据获取的3分钟内，研究人员采用低延迟搜索方法对数据进行了快速初始分析。这个结果首先由当时身处德国的意大利博士后马可·德拉戈发现。他起初并不认为这个信号是真实的，而他的上司布鲁斯·埃伦开始时认为该信号是个注入信号。德拉戈将这一情况通知给了LIGO，并得到确认该信号并非注入信号。
在对信号经过更为细致的统计分析，并对自9月12日至10月20日中16天的数据也进行分析后，研究人员确认GW150914为真实的引力波现象，显著性超过5.1σ，置信水平为99.99994%。依据理论预测，引力波的传播速度为光速。位于利文斯顿的探测器比位于汉福德区的探测器早7毫秒发现信号，这与光在两地间传播时间相同。在被探测到时，该束引力波应已在宇宙空间中传播超过了十亿年。
在GW150914被探测到时，位于意大利比萨附近的處女座干涉儀（Virgo）引力波探测器处于下线状态，并正进行升级。如果它处于上线状态，其灵敏度也足以发现这个信号。而位于德国汉诺威附近的GEO600探测器的灵敏度可能并不够。基于上述原因，上述两个探测器没能验证LIGO的探测结果。

### 波源情况

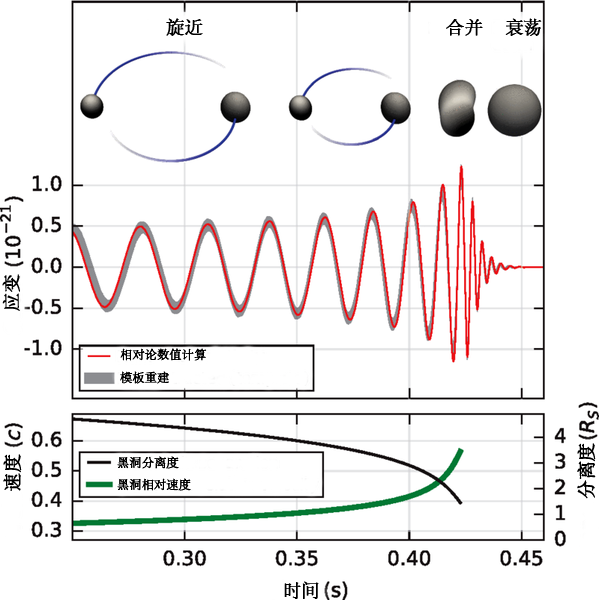
对引力波信号及黑洞併合的分阶段分析

依据信号的幅值，该现象发生在与地球的光度距离约410+160
−180百萬秒差距或13±6亿光年的位置，相应的红移为0.09+0.03
−0.04，置信区间为90%。依据对红移数据的分析，该引力波是由两个质量分别为36+5
−4倍太阳质量和29±4倍太阳质量的黑洞併合放出的，而併合后的黑洞的质量为太阳的62±4倍。其间减少的3.0±0.5倍太阳质量的能量以引力波形式释出，符合质能等价。引力波辐射的峰值功率为3.6×1049W，是可观测宇宙所有可见光源功率总和的10倍多，约为普朗克功率的0.1%。
在可探测信号持续的0.2秒内，黑洞间相对切向速度由光速的30%增至60%。它们的轨道运动频率为75Hz，约为引力波频率的一半。由此可以得出，在两个黑洞併合前，它们的距离仅为350km。这一相对极小的轨道半径意味着所观测的系统只能是黑洞。已知的系统中，没有其他系统的质量能够让其在併合前以如此小的半径做轨道运动。黑洞-中子星的轨道运动频率在併合前会更低。已观测到的中子星中，质量最大的中子星的质量为太阳2倍。稳定中子星的质量上限为3倍太阳质量，因而中子星对的质量并不足以形成GW150914中的併合情形，除非它们是夸克星这样的怪异天体。
引力波在高峰后衰减振荡，黑洞也随之进入併合的最终阶段。尽管后牛顿力学近似方法已经可以给出旋近运动的较为完善的描述，但强引力场併合阶段只能通过大尺度相对论数值模拟得到普遍解。
併合后得到的黑洞是一个转动的克尔黑洞。其自转参数为0.67，即其角动量为对应于质量的最大取值的2/3。

### 发生位置
引力波探测器是全天监测器，并不能解析出信号的空间信息。引力波产生的位置的重建需要一个探测器网络。由于只有LIGO的两个探测器探测到该信号，因而GW150914的引力波源只能被确定处于一个環形区域内。这是由对6.9+0.5
−0.4ms的时间延迟进行分析得到的，同时还要考虑两个探测器间的幅值以及相位的一致性。通过这一分析可以得到大小约为140 deg2（50%概率）或590 deg2（90%概率）的可信区域。

### 同时段相关探测
研究人员对于估计引力波产生的发生区域附近与引力波同时产生的无线电波、红外、可见光、X射线、γ射线等波段的电磁波以及中微子进行了后续探测。

#### 中微子
对于中微子的探寻是由ANTARES探测器及IceCube微中子觀測站合作进行的。ANTARES探测器在GW150914前后500秒内没有探测到可能的目标中微子，IceCube观测站则探测到了3个：一个是在南半天球找到的，另外两个则在北半天球。这与背景探测层次的预期相符。但这三个中微子中并没有一个产生于併合现象发生的90%置信区域内。

#### 伽马射线暴
费米伽玛射线空间望远镜的伽马射线暴监视系统在GW150914被检测到0.4秒后于其预估发生区域附近检测到一个强度约为50 keV的弱伽马射线暴。相关研究人员人员认为二者存在相关性，误报率为0.0022。如果二者确实相关的话，那么GW150914发生位置的90%信度区域大小则可降至199 deg2。依据国际伽玛射线天体物理实验室的全天反符合屏蔽光谱仪的观测结果，以伽马射线及硬X射线形式释出的能量不到以引力波形式释出的百万分之一。这一上限一定程度上排除了引力波与伽马射线暴之间的相关性。
依据目前对于黑洞併合的研究，在产生GW150914的双黑洞併合产生引力波时可能确实不会同时产生伽马射线暴，因为恒星质量双黑洞并不具有吸积盘。哈佛大学教授亚伯拉罕·勒布则试图通过另一种方式解释此次现象，以解释伽马射线暴的产生。他认为伽马射线暴的产生可能是由于此次黑洞併合发生在体量更大的母星中。一个高速自转大质量恒星在其坍缩时所产生的离心力所产生的旋转轴会令其变形为哑铃型，进而分裂为双黑洞。在这颗恒星坍缩过程的末尾会触发伽马射线暴。而之所以会存在0.4秒的延迟则是因为伽马射线暴在恒星星体中的传播速度较引力波传播速度稍慢。

#### 其他波段电磁波
雨燕卫星在引力波被探测到两天后对临近估计位置的星系进行了观测，并没有探测到可见光、紫外线以及X射线波段的电磁波。

### 结果发表
2016年2月11日，LIGO的执行主任大卫·莱兹与加布里埃拉·冈萨雷斯、莱纳·魏斯以及基普·索恩等LIGO委员会成员，和NSF的主管弗朗丝·柯多瓦于华盛顿特区举行的新闻发布会上宣布了探测结果。同日，巴里·巴里什在位于瑞士日内瓦的欧洲核子研究中心总部向物理学界宣讲了这一发现。
在结果正式宣布前即有引力波被探测到的传闻。这些传闻来源自劳伦斯·克劳斯于2015年9月25日发表的推文。有关探测结果的论文同日发表于该周的《物理评论快报》，而有关探测结果的进一步分析的论文则随后很快发表在《天文物理期刊》等期刊中，或者立即以预印本形式发表。

### 公認與獎賞
2016年5月，全體研究團隊，特別是計畫創始者朗納·德瑞福、基普·索恩、萊納·魏斯，由於探測到引力波，共同榮獲基礎物理學特別突破獎與獎金3百萬美金。他們還獲得了格魯柏宇宙獎。2017年，因对LIGO探测器及引力波探测的决定性贡献，莱纳·魏斯、巴里·巴里什及基普·索恩共同获得诺贝尔物理学奖。

## 对基础物理学的影响

### 强引力场中广义相对论的验证
併合后黑洞的基本性质，质量与自转，及併合前的两个黑洞的情况与广义相对论的理论预测相符。这是首次在强引力场中对广义相对论进行实验验证，没有出现违背广义相对论理论预测的探测数据。
然而此次探测到的信号并不能用来研究更为复杂的广义相对论相互作用，例如从引力波间相互作用中产生的尾波以及弯曲的时空背景。这个信号尽管相对较强，但仍远弱于双脉冲星系统产生的信号。探索引力波间错综复杂的相互作用以及改进对广义相对论偏差的约束需要更为灵敏的探测器以及强度更大的信号。

### 降低引力子质量上限
依据广义相对论的理论预测，引力波的传播速度（vg）与光速（c）相等。基于这一关系，量子引力理论中引力子的性质的一些参数则可以被确定。引力子是量子引力理论中一种的假想基本粒子，是引力的载力子。由于引力作用范围无穷大，因而其质量为零。如果引力子质量非零，那么引力波的传播速度就会比光速小，且频率（ƒ）较低的引力波的传播得会比频率较高的引力波慢，进一步出现引力波的色散现象。此次观测到的引力波并没有发生色散。依据旋近阶段的观测结果，引力子的质量上限被降低至2.16×10−58 kg，约为1.2×10−22 eV/c2。对应的康普顿波长（λg）大于1×1013 km，约为1光年。依据观测到的频率下限35 Hz，1-vg /c则可确定约为4×10−19。这一结果可以用来确定vg的下限。

## 对天文学的影响

### 有关恒星演化及双星系统的结果
併合前的两个黑洞的质量带来有关恒星演化的新信息。依据X射线联星探测结果，两个黑洞的质量都远大于之前所发现的恆星黑洞。这意味着来自它们前身星的星风相对较弱，因而其金屬量，即氢、氦外元素质量占比，不到太阳的一半。
併合前黑洞为双星系统的情况，以及这个系统能够在宇宙寿命内完成併合，对取决于双黑洞系统形成情况的双星演化或恆星動力學情况构成约束。恒星黑洞的初始冲击，即黑洞在其从II型超新星产生时所获取的速度，并不总是很高，否则形成黑洞的超新星联星会发生瓦解。球状星团中的黑洞的速度会超过星团的逃逸速度，然后由于动力学相互作用不再形成双星。
併合现象的发现提高了这种现象的发生比例下限，此前有关的理论模型给出的比例值小于1 Gpc-3yr-1。由对此次的探测结果的分析可以得到类似于GW150914的现象的发生比例在~140 Gpc−3yr−1至17+39
−13 Gpc−3yr−1之间。

### 引力波在之后的宇宙学观测中的应用
GW150914的探测开启了引力波天文学的新纪元。在此次探测前，天体物理学家以及宇宙学家的对于天体的观测基于可见光、X射线、微波与无线电波这样的电磁辐射以及宇宙射线、星风以及中微子这样的粒子。这些手段具有明显的局限性。许多物质都不能放出辐射，而这些辐射在传播过程中也会受到其他系统的阻碍：星系以及星云可能吸收或改变它们内部或进入其内部的光。而对于致密星与部分的奇特星这样的天体，它们可能包含不参与电磁相互作用的物质，除了通过引力作用外可能并没有能探测到它们的手段。
对于由黑洞併合产生的引力波的波形及幅值的测量可以用来精确确定该现象发生位置与地球间的距离。随着黑洞併合观测数据的累积，物理学家可以更为精准地描述宇宙膨胀及影响该过程的暗能量的性质。
早期宇宙存在一个内部能量非常高的时代。这个时期的宇宙中的物质大多以离子态的形式存在，其中的光子会受到自由电子的散射，因而这个时期的宇宙并不像目前这样“透明”。
人类在掌握直接探测引力波的能力后就可以将它作为天体探测的新手段。相对于光而言，引力波在时空中传播所受到的阻碍较少，而不发光的物质却依然具有引力作用。早期宇宙的不透明性似乎并不会对于那时产生的引力波造成太大的影响。如果这些引力波能被探测到的话，那么它们将提供一个观测宇宙产生之初的图景的一个视角。同时，那些不会产生光等电磁辐射或者会造成光过度扭曲的天文现象，如黑洞併合等，在发生时也会产生引力波。对于引力波的直接观测可以实现对于这些目前尚不可观测的天文现象的观测。

### 进一步的引力波探测

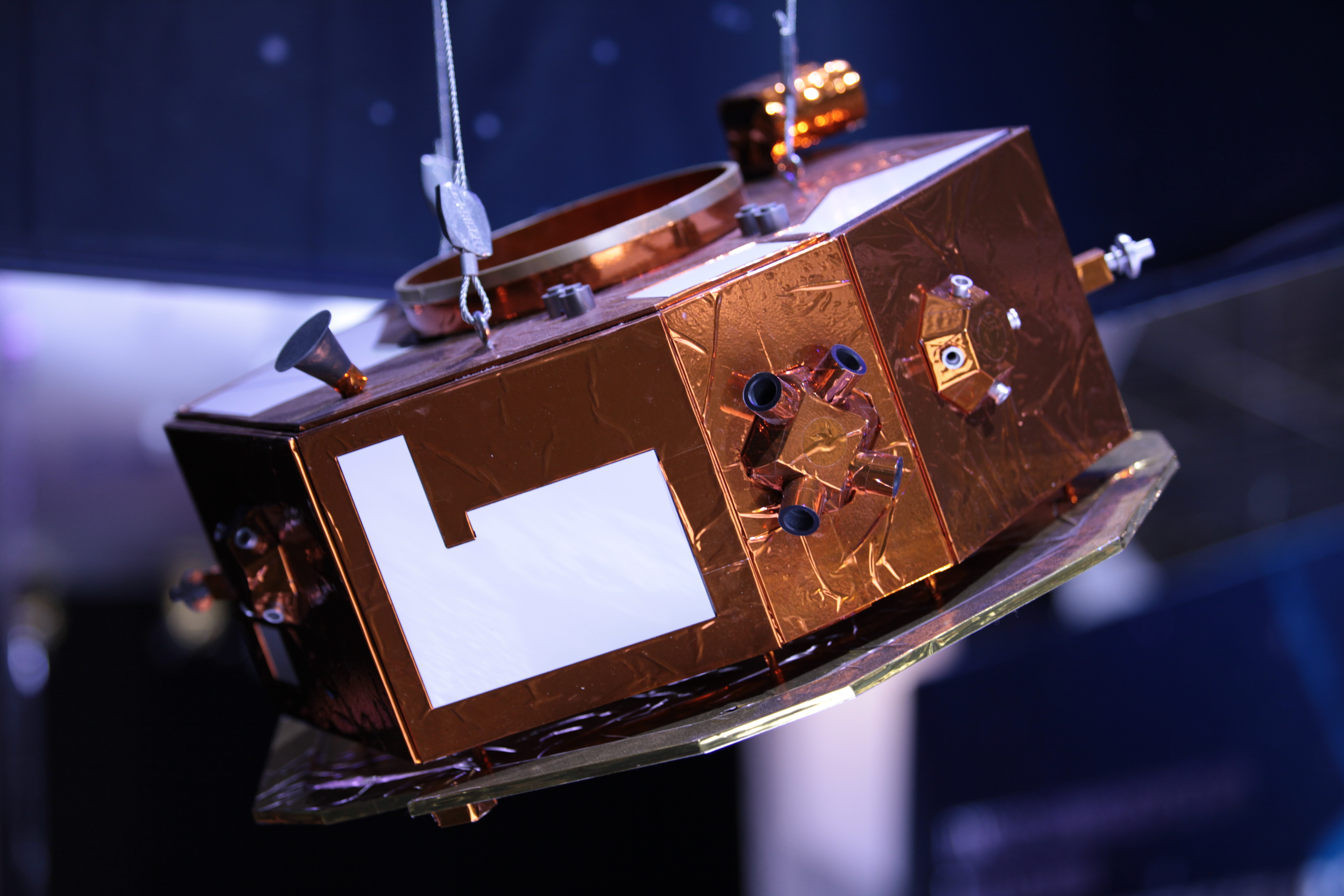
激光干涉空間天線開路者號模型图

GW150914具有较高的显著性：在误差率为8%时，一个世纪中显著性大于GW150914的探测结果将非常罕见。尽管如此，此次探测仍被推测是经过改进的LIGO探测器在其运行第一年中所能得到的探测结果中的第一个。2016年6月15日，LIGO團隊宣布，第二次直接探測到重力波。預計未來每年将会有5个GW150914这样的黑洞併合现象以及40个双星併合现象被探测到。除此之外，还有尚不知道具体数量的其他引力波源也将被探测到，其中的一些可能是目前的理论尚未预测到的。在将信噪比提高两倍，并将体积扩大后，类似GW150914的现象被发现概率可以大幅增长。此外，经过提升的處女座干涉儀（Virgo）探测器，KAGRA，以及位于印度的LIGO第三个探测器将改善探测器网络建设情况，并改善位置信息重建以及信号源参数的估计情况。耗资十余亿美元的爱因斯坦望远镜也将于21世纪20年代后期正式投入运行。
已预定发射的激光干涉空间天线（eLISA）可以在宇宙空间中探测引力波。像产生GW150914的双黑洞这样的大质量双星系统在其併合前1000年的演化过程中所放出的引力波在eLISA感知范围内。如果它们与地球的距离在10百萬秒差距内，那么它们将是一种前所未知的引力波源。eLISA的先导卫星，激光干涉空間天線開路者號，已于2015年12月升空。

### 原初黑洞
經過詳細分析數據，學者估算，這事件所涉及到的兩個黑洞，其質量皆大於25個太陽質量，大於通常由恆星滅亡產生的一般黑洞，因此，學者推測LIGO很可能探測到由暗物質形成的原初黑洞。

## 外部連結
- YouTube上的GW150914探测结果宣布新闻发布会（英文）
- LIGO官方新聞稿（页面存档备份，存于）（英文）
- LIGO探测专题 （页面存档备份，存于）（英文）
- 劳伦斯·克劳斯谈此次探测的意义（页面存档备份，存于）（英文）